# Casa del Centenari
La Casa del Centenari (en italià Casa del Centenario) era la casa d'un habitant benestant de Pompeia, preservada per l'erupció del Vesuvi l'any 79. La casa va ser descoberta l'any 1879, i va rebre el nom amb què és coneguda actualment arran de la commemoració del XVIII centenari de la catàstrofe. Construïda a mitjan segle ii aC, és una de les cases més grans de la ciutat, amb banys privats, un nimfeu, un estany de peixos (piscina) i dos atris.

## Història
Encara que la identitat del propietari de la casa no se sap amb certesa, s'han fet recerques i es pensa que pertanyia a Aule Rusti Ver o Tiberi Claudi Ver, o bé a polítics locals.
La casa es va sotmetre a un remodelatge cap a l'any 15 dC, moment en què s'hi van afegir els banys i la piscina. En els últims anys abans de l'erupció, diverses cambres havien estat àmpliament redecorades amb una sèrie de pintures.

## Pintures
Entre les diverses pintures que es conserven a la Casa del Centenari hi ha la representació més antiga que es coneix del Vesuvi, així com escenes eròtiques explícites en una cambra que podria haver estat dissenyada com a «club de sexe» privat.